# 黄绿苞风毛菊
黄绿苞风毛菊（学名：Saussurea flavo-virens）是菊科风毛菊属的植物，是中国的特有植物。分布在中国大陆的西藏等地，生长于海拔4,200米的地区，一般生于山坡灌丛中，目前尚未由人工引种栽培。